# Мужская сборная Италии по кабадди
Мужская национальная сборная Италии по кабадди — представляет Италию на международных соревнованиях по кабадди. Управляющей организацией является Ассоциация кабадди Италии (англ. Italian Kabaddi Association).

## Результаты выступлений

### Чемпионаты мира (круговой стиль)
| Год        | Победы         | Ничьи          | Поражения      | Место          |
| ---------- | -------------- | -------------- | -------------- | -------------- |
| 2010       | 3              | 0              | 3              | 4              |
| 2011       | 4              | 0              | 4              | 4              |
| 2012       | 2              | 0              | 1              | 5              |
| 2013—н. в. | не участвовали | не участвовали | не участвовали | не участвовали |